# Qing (província)
Qingzhou ou Qing Província foi uma das Nove Províncias da China Antiga que remonta  c. 2070 BCE que mais tarde se tornou uma das treze províncias da Dinastia Han (206 BCE–220 CE). As Nove Províncias foram descritas pela primeira vez no Tributo de Yu capítulo  do clássico Livro de Documentos, com Qingzhou colocado para o leste de Yuzhou e norte de Yangzhou. território principal de Qingzhou incluía a maior parte da moderna província de  Shandong excepto o canto sudoeste.

## História

### Tempos antigos
O território toma o nome do "Tributo de Yu" em que Yu o Grande escreveu: "Entre o mar e Monte Tai há apenas Qingzhou". Em cerca de 5.000 BCE, a área era o berço da cultura Dongyi. Durante as dinastias Xia e Shang, era o lar do Shuangjiu (爽鸠, Shuǎngjīu), Jize (季则, Jìzé), e Pangboling (逄伯陵, Pángbólíng) clãs e o estado de Pugu.

### Dinastia Zhou
Seguindo o Duque de Zhou c. 1040 bce a campanha de sucesso contra os estados Dongyi aliados com a revolta Três guardas e o rebelde principe Shang Wu Geng, o território capturado de Pugu foi concedido a Jiang Ziya como o marchland de Qi.

### Dinastia Han
Em 106 BCE, Imperador Wu formalmente dividiu o Império Han em 13 províncias e nomeado para Coordenador Regional (chinês: 刺史, pinyin: cìshǐ; também traduzido como Inspetor) em Qingzhou. Com a chegada da Dinastia Han Oriental em 25 CE, a sede de uma administração local mudou-se de Qingzhou para a antiga capital Qi de Linzi (nos dias atuais Linzi (distrito), Zibo, Shandong).

### Dinastia Tang
Durante a Dinastia Tang (618–907), Qingzhou detém a jurisdição sobre os sete condados de Yidu (益都), Beihai (北海), Linqu (临朐), Linzi (临淄), Qiancheng (千乘), Bochang (博昌) e Shouguang (寿光) com o centro administrativo com sede no Condado de Yidu.

### Dinastia Song do Norte
O centro administrativo de Qingzhou permaneceu no condado de Yidu durante a Dinastia Song do Norte (960–1127) com o número de condados reduzidos a seis pela remoção do condado de Beihai.